# Lourd de Veyra
Lourd Ernest de Veyra y Hanopol es un multi-galardonado músico, cantante, poeta y periodista filipino nacido el 11 de febrero de 1975. Considerado como uno de los activistas que se hizo famoso por ser vocalista de la sede en Manila, como los estilos de género de jazz y rock, junto a la banda Sago Project. De Veyra se graduó en Periodismo que obtuvo su licenciatura en la Universidad de Santo Tomás. Como influencias literarias, De Veyra cita a famosos escritores conocidos como miembro del movimiento beat, a famosos personajes como Allen Ginsberg y Jack Kerouac. 
Él explica, hablando como un académico de la 45 ª UP en el Taller Nacional de Escritores:

"Lo que busco en la poesía es un tipo inquieto de la energía. Una energía que ya está más allá de la configuración de las palabras y luego asume una densidad que es similar a la música. En el corazón de todo esto es el jazz. Jazz, de la manipulación de la respiración-el desencadenamiento de la respiración, la celebración de la respiración, la destrucción de la respiración. La unidad más básica de jazz es el swing y la respiración. Mi influencia principal es el movimiento beat y creo que mi fascinación inicial para ellos era más bien que dependía de las razones equivocadas: la disposición visual radical de las líneas en la página, lo profano y lo absurdo que golpeó mi mente como un alivio de los arcaísmos embrutecedor de 17a-Inglés fuerza de la poesía del siglo alimentados con nosotros por los profesores de secundaria. Allí estaba, por fin, la literatura que me hablaba. Fue en solidaridad con la energía del free jazz y discos de rock punk que estaba escuchando en ese momento. A través de las letras de rock punk y hardcore puesto en registros, yo tenía una idea de cómo las palabras pueden ser más poderosas que un amplificador de guitarra a todo volumen el camino a diez. Mi contacto con la poesía de Ginsberg y Kerouac me abrió al mundo de posibilidades. Posibilidad y estoy obsesionado con la idea de " '. «Posibilidad» es lo que el arte se trata. Es la lucha constante con las formas, estilos y estructuras. Es la idea de que algo mejor siempre está por ahí. Se trata de descontento. Se trata de descontento con el seguro, la mediocridad, lo aceptó, y lo aceptable ".

Ha sido tres veces galardonado como el receptor de un don Carlos Palanca, nominado bajo el título de la "Memorial Award de Literatura". Un tercer premio en ensayo (división Inglés) en 1999, obtuvo como un segundo premio en la misma categoría en 2003, y otro primer premio de Guion (división en Filipinas) en 2004.